# Notre-Dame-de-la-Merci
Notre-Dame-de-la-Merci è un comune del Canada, situato nella provincia del Québec, nella regione di Lanaudière.